# Pierre de Martin de Viviés
Pierre de Martin de Viviés, né en 1961, est un prêtre sulpicien, enseignant à l'Université catholique de Lyon et au séminaire Saint-Irénée de Lyon.

## Biographie
Il est de la famille de Martin de Viviés, famille de la noblesse subsistante originaire de l'Albigeois.
Après des études de médecine, il entre dans la Compagnie des prêtres de Saint-Sulpice pour laquelle il est ordonné prêtre en 1991.
Docteur en théologie et en histoire des religions, spécialiste du livre de l'Apocalypse du Nouveau Testament, et des prophètes vétéro-testamentaires, il a enseigné l'exégèse biblique au Séminaire d'Issy-les-Moulineaux, et enseigne actuellement au séminaire Saint-Irénée de Lyon et au département de théologie de l'Université catholique de Lyon.
Il est en outre bénévole au projet La Bible en ses Traditions, et fait des interventions à RCF.

## Œuvre

### Exégèse
- Jésus et le "Fils de l'Homme" : emplois et significations de l'expression "Fils de l'Homme" dans les Évangiles, Lyon, PROFAC, 1995, 171 p.  (ISBN 2-85317-059-4)

Texte du mémoire de maîtrise, Université catholique de Lyon, Faculté de théologie, juin 1994.
- Apocalypses et cosmologie du salut, Paris, Éditions du Cerf, collection Lectio divina no  191, 2002, 416 p.  (ISBN 2-204-07008-4)

Texte remanié de sa thèse de doctorat en Sciences des religions, Université de Paris IV-Sorbonne, 2000.
A obtenu le prix Jean et Maurice de Pange.
- avec Philippe Abadie, Les quatre livres d'Esdras, Cahiers Évangile no  180, juin 2017, 72 p.
- Ce que dit la Bible sur… les animaux Bruyères-le-Châtel, Éditions Nouvelle Cité, 2015
- Ce que dit la Bible sur… la santé, Bruyères-le-Châtel, Éditions Nouvelle Cité, 2017, 125 p.  (ISBN 978-2-85313-918-2)
- Les Livres prophétiques, Paris, Éditions du Cerf, 2018, 160 p.  (ISBN 9782204113151)

Le prêtre présente les livres des grands prophètes Isaïe, Jérémie et Ezéchiel, et ceux des douze petits prophètes, leur histoire, leur message et leur postérité.
La bibliothécaire du diocèse de Lyon, Noémie Marijon, présente ce livre.

### Autres publications
- Une histoire lyonnaise, La fête des lumières, Pierre de Martin de Viviés (scénario), Jean-Marie Cuzin (dessinateur), Éditions du Signe, 2015, 40 p.  (ISBN 2746833220) (bande-dessinée)